# Lambdina pultaria
Lambdina pultaria är en fjärilsart som beskrevs av Achille Guenée 1858. Lambdina pultaria ingår i släktet Lambdina och familjen mätare. Inga underarter finns listade i Catalogue of Life.